# 1734 aux échecs
| Années des échecs : 1731 - 1732 - 1733 - 1734 - 1735 - 1736 - 1737    |
| Décennies des échecs : 1700 - 1710 - 1720 - 1730 - 1740 - 1750 - 1760 |

Cet article présente les faits marquants de l'année 1734 aux échecs.

## Naissances
- 23 janvier : Wolfgang von Kempelen, écrivain et inventeur, créateur du Turc mécanique.